# Jean-Pierre Cavaillé (facteur d'orgues)
Pour les articles homonymes, voir Jean-Pierre Cavaillé.
Jean-Pierre Cavaillé (11 octobre 1743-13 mars 1809), est un facteur d'orgue français.

## Biographie
Jean-Pierre Cavaillé est baptisé le 11 octobre 1743  à Gaillac (Tarn) sur la paroisse saint Pierre. Il apprend le métier de facteur d'orgue en travaillant avec son oncle Joseph, frère dominicain du couvent de  Toulouse. Tous deux travaillent aux instruments de Notre-Dame-de-la-Réal à Perpignan, à Vinça (1754), à l'église Saint-Michel de Gaillac (1755), puis Jean-Pierre se rend en Espagne pour construire les orgues des églises de La Mercè et de Sainte-Catherine à Barcelone.
Jean-Pierre se marie le 12 février 1767  en l'église de Santa Maria del Mar de Barcelone avec une Espagnole, María Francisca Coll, fille d'un fabricant de soieries. De cette union, naît en 1771 à Toulouse Dominique-Hyacinthe. Suivant la tradition espagnole, le nom de la mère est ajouté à celui du père. Dominique devient donc le premier Cavaillé-Coll.
Le célèbre facteur d'orgues et bénédictin Dom Bédos de Celles, conseilla parfois Jean-Pierre Cavaillé.
Ce dernier construit les instruments suivants :
- Orgue de tribune - église Saint-Michel de Gaillac (1755)
- positif de l'orgue de l'église Saint-Nazaire de Carcassonne (1772)
- orgue de l'église Saint-Michel de Castelnaudary
- orgue de l'église de Montréal de l'Aude (1781-1785)
- orgue de l'église de l'abbaye de Saint-Guilhem-le-Désert (1785-1789).

Jean-Pierre apprend le métier à son fils et tous deux font plusieurs déplacements en Espagne, à Santa Maria del Mar de Barcelone, Vic, Tortosa. C'est sur le point de rentrer définitivement en France que Jean-Pierre décède, en 1809 à Llançà en Catalogne.

Orgue de l'église Saint-Michel de Gaillac
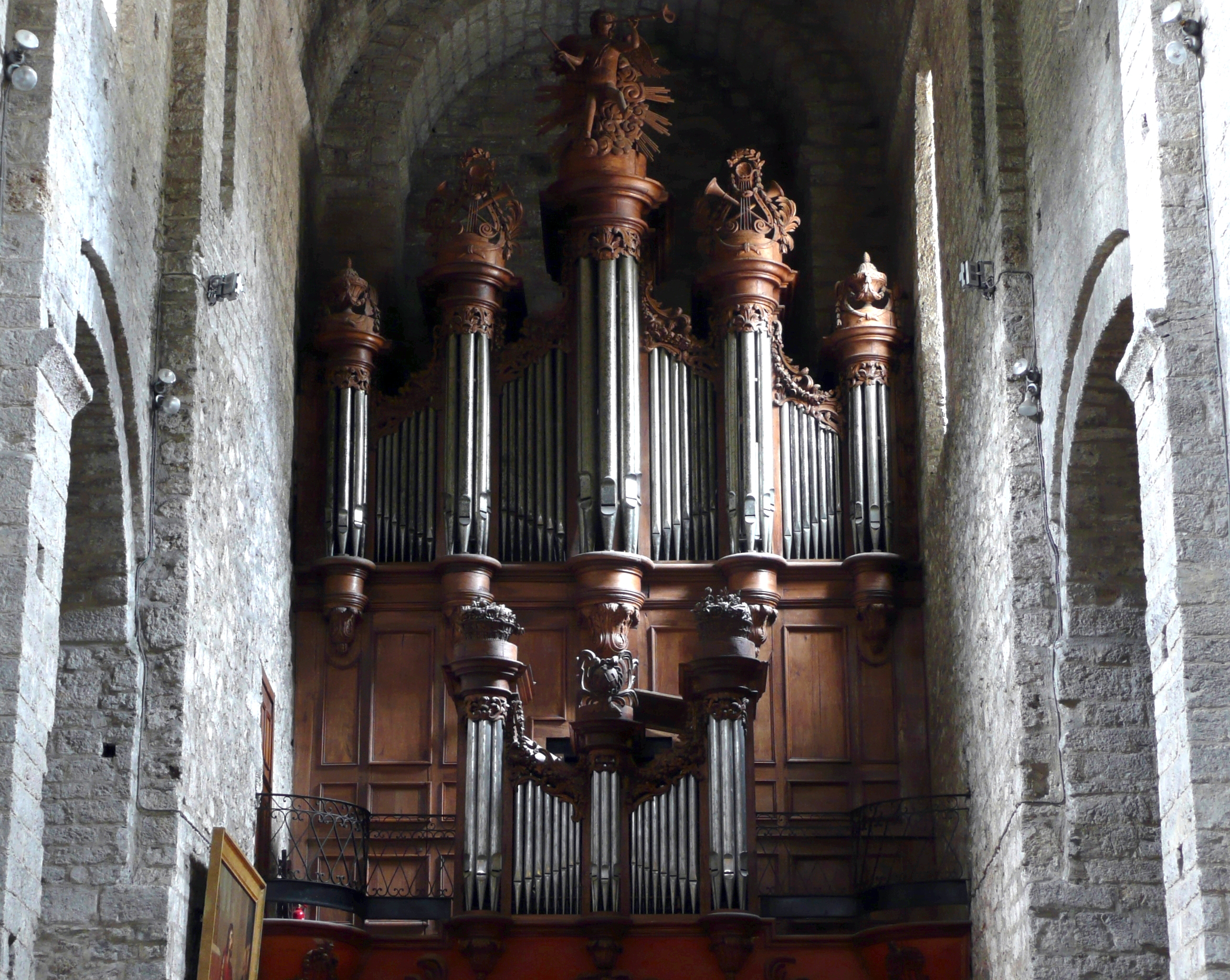
Orgue de l'abbaye de Saint-Guilhem-le-Désert
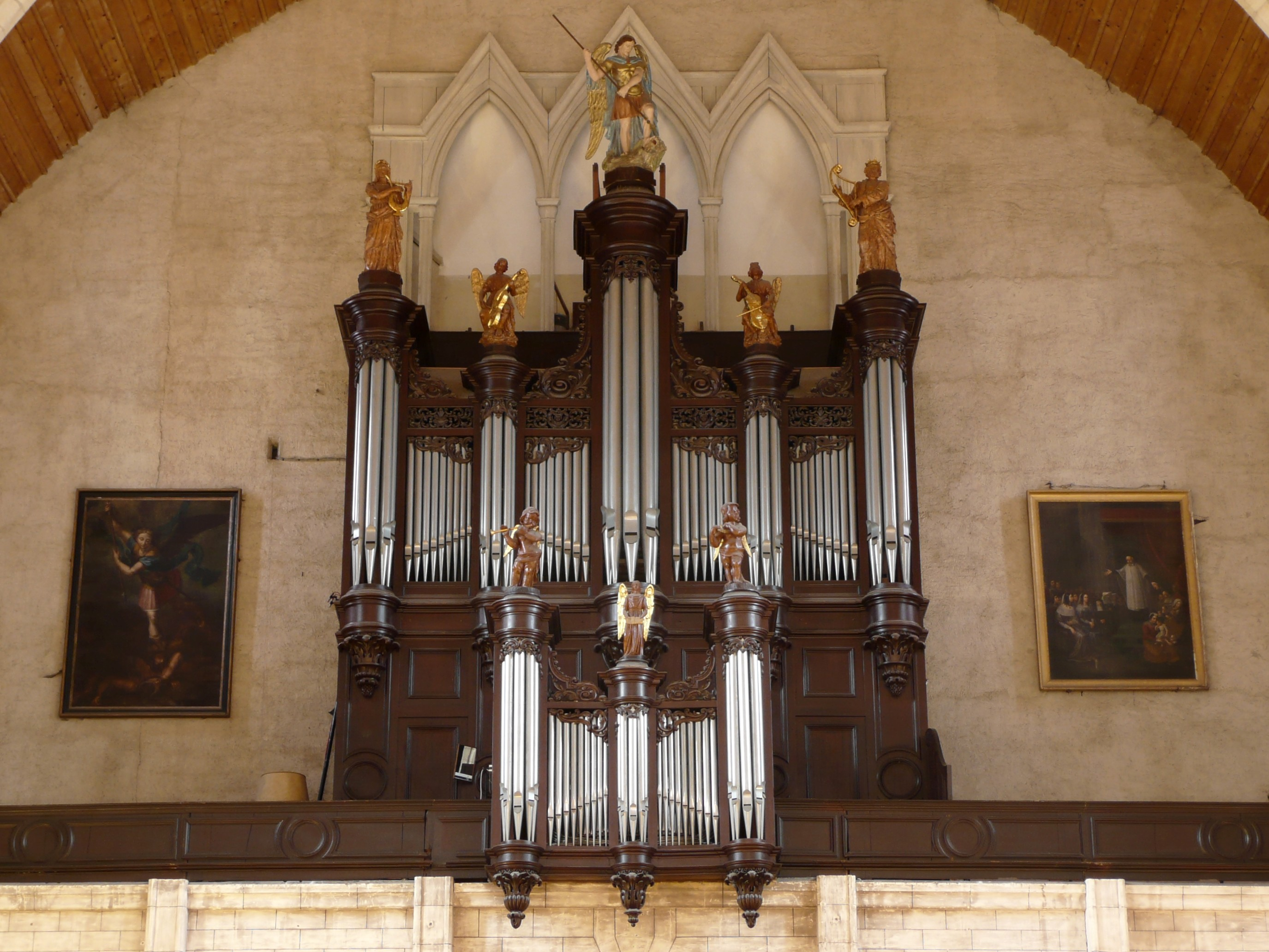
Castelnaudary, collégiale Saint-Michel
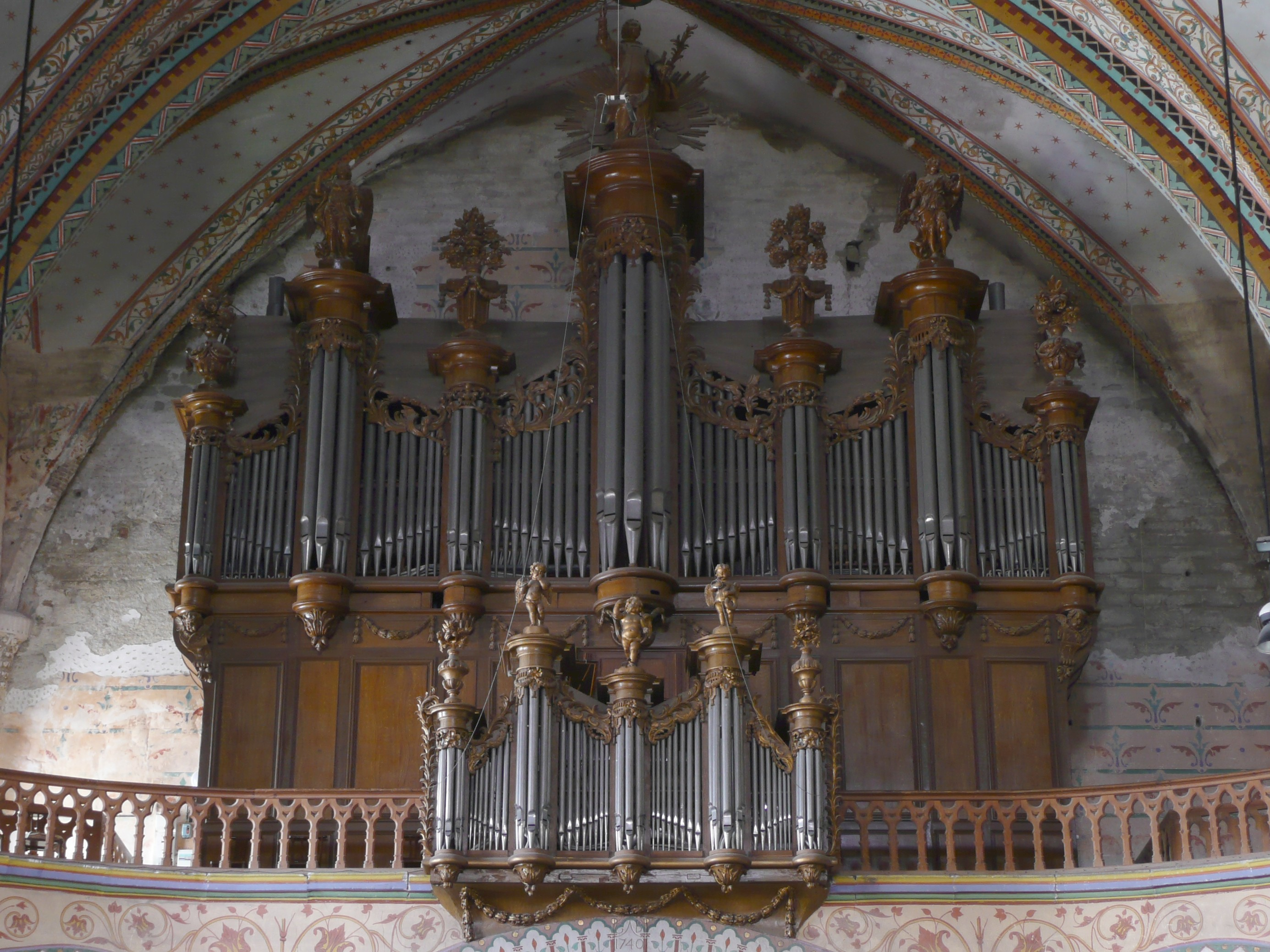
Montréal,collégiale Saint-Vincent